# Sergej Peroenin
Sergej Aleksejevitsj Peroenin (Russisch: Сергей Алексеевич Перунин) (Penza, 19 juli 1988) is een Russische zwemmer.

## Carrière
Bij zijn internationale debuut, op de wereldkampioenschappen zwemmen 2007 in Melbourne, strandde Peroenin in de series van de 200 meter vrije slag. Samen met Jevgeni Lagoenov, Andrej Kapralov en Nikita Lobintsev eindigde hij als zesde op de 4x200 meter vrije slag. Op de Europese kampioenschappen kortebaanzwemmen 2007 in Debrecen werd de Rus uitgeschakeld in de series van de 200 meter vrije slag.
Tijdens de wereldkampioenschappen zwemmen 2009 in Rome zwom Peroenin samen met Jevgeni Lagoenov, Michail Politsjoek en Aleksandr Soechoroekov in de series van de 4x200 meter vrije slag, in de finale sleepten Politsjoek en Soechoroekov samen met Nikita Lobintsev en Danila Izotov de zilveren medaille in de wacht.
In Boedapest nam de Rus deel aan de Europese kampioenschappen zwemmen 2010, op dit toernooi veroverde hij samen met Nikita Lobintsev, Danila Izotov en Aleksandr Soechoroekov de Europese titel op de 4x200 meter vrije slag.

## Internationale toernooien
| Jaar | Olympische Spelen | WK langebaan                                      | WK kortebaan  | EK langebaan      | EK kortebaan        |
| ---- | ----------------- | ------------------------------------------------- | ------------- | ----------------- | ------------------- |
| 2007 |                   | 35e 200m vrije slag 6e 4x200m vrije slag          |               |                   | 23e 200m vrije slag |
| 2008 | geen deelname     |                                                   | geen deelname | geen deelname     | geen deelname       |
| 2009 |                   | 4x200m vrije slag · Peroenin zwom enkel de series |               |                   | geen deelname       |
| 2010 |                   |                                                   | geen deelname | 4x200m vrije slag | geen deelname       |

## Persoonlijke records
Bijgewerkt tot en met 12 november 2009

### Kortebaan
| Afstand         | Tijd    | Datum            | Plaats    |
| --------------- | ------- | ---------------- | --------- |
| 200m vrije slag | 1.45,68 | 12 november 2009 | Wolgograd |

### Langebaan
| Afstand         | Tijd    | Datum         | Plaats |
| --------------- | ------- | ------------- | ------ |
| 200m vrije slag | 1.47,72 | 27 april 2009 | Moskou |